# Uruguayská fotbalová reprezentace do 20 let
Uruguayská fotbalová reprezentace do 20 let reprezentuje Uruguay na mezinárodních turnajích, jako je Mistrovství světa ve fotbale hráčů do 20 let.

## Mistrovství světa
| Rok    | Účast                                            | Soupisky |
| ------ | ------------------------------------------------ | -------- |
| 1977   | Prohra v utkání o 3. místo s Brazílií            |          |
| 1979   | Bronzová medaile                                 |          |
| 1981   | Vyřazení ve čtvrtfinále Rumunskem                |          |
| 1983   | Vyřazení ve čtvrtfinále Jižní Koreou             |          |
| 1985   | nekvalifikovali se                               |          |
| 1987   | nekvalifikovali se                               |          |
| 1989   | nekvalifikovali se                               |          |
| 1991   | nepostoupili ze skupiny                          |          |
| 1993   | Vyřazení ve čtvrtfinále Austrálií                |          |
| 1995   | nekvalifikovali se                               |          |
| 1997   | Stříbrná medaile                                 |          |
| 1999   | Vyřazení v semifinále Japonskem                  |          |
| 2001   | nekvalifikovali se                               |          |
| 2003   | nekvalifikovali se                               |          |
| 2005   | nekvalifikovali se                               |          |
| 2007   | Vyřazení v osmifinále USA                        |          |
| 2009   | Vyřazení v osmifinále Brazílií                   |          |
| 2011   | nepostoupili ze skupiny                          |          |
| 2013   | Stříbrná medaile                                 |          |
| 2015   | Vyřazení v osmifinále Brazílií                   |          |
| 2017   | Vyřazení v semifinále Venezuelem                 |          |
| 2019   | Vyřazení v osmifinále Ekvádorem                  |          |
| 2021   | zrušeno                                          |          |
| 2023   | Zlatá medaile                                    |          |
| Celkem | účast – 16× zlato – 1×, stříbro – 2×, bronz – 1× |          |